# 호연초등학교 (울산)
호연초등학교는 대한민국 울산광역시 울주군 범서읍 대리로 75에 위치한 초등학교다.

## 학교 연혁
- 2007년 2월 22일: 설립인가
- 2007년 3월 1일 :  호연초등학교 병설유치원 개원
- 2007년 3월 1일 :  호연초등학교 개교 (14학급, 256명)
- 2007년 9월 1일 : 14학급 증설 (28학급, 579명)
- 2008년 2월 16일 : 제1회 졸업식 (졸업생 78명)
- 2009년 2월 21일 : 방과후 보육교실 구축
- 2009년 3월 1일 : 학교 역사관 설치, 도서실 입구 인테리어 공사
- 2009년 3월 1일 : 제2대 김동규 교장 취임
- 2009년 6월 17일 : 영어 체험실 구축
- 2010년 2월 27일 : 중앙현관 칸막이 설치
- 2010년 3월 12일 : 운동장 스탠드 차양막 설치
- 2011년 3월 1일 :  울산광역시교육청 방과후정책연구학교 지정
- 2011년 3월 19일 : 제15회 울산광역시 교육감기 육상대회 참가 (은1, 동2)
- 2011년 3월 25일 : 유치원 종일반 교실 확충
- 2011년 3월 30일 : 울주군 청소년 수련관 학·관 협력 협약식 체결
- 2011년 4월 12일 : 2011학년도 학력증진 선도학교 지정
- 2011년 4월 27일 : 달빛도서관 개관 (총6회)
- 2011년 5월 13일 : 수업컨설팅 및 지원 장학
- 2011년 6월 15일 : 제7회 울산아동극 경연대회 연극 출전 (은상)
- 2011년 6월 17일 : 제3회 울산초등영어 연극제 참가
- 2011년 6월 24일 : 초등학생 영어 듣기대회 참가 (3~6년, 장려2)
- 2011년 7월 11일 : Wee Class 개소식
- 2011년 7월 14일 ~ 16일 : 도서바자회 개회 및 도서실 서가 확충 (16개)
- 2011년 7월 19일 : 뉴질랜드 타카푸나 노멀 인터메디에이트 학교장 방문
- 2011년 8월 10일 : 유치원 종일반 환경 개선 사입
- 2011년 9월 23일 : 제14회 울산학생과학탐구올림픽 과학동아리활동 발표대회 참가 (은상)
- 2011년 10월 28일 ~ 29일 : 제15회 울산광역시강남교육지원청교육장기 육상경기대회 참가 (남자초등학교부 종합준우승)
- 2011년 10월 28일 : 제6회 울산119대축제 '불조심영어말하기 대회' (최우수1, 우수1)
- 2011년 11월 1일 :  학생안심알리미 서비스 개통 (1학년)
- 2011년 11월 10일 : 2011초등 수학한판대회 (우수2, 장려5), 수학스타대회 참가 (대상3, 은상1, 동상7, 장려2)
- 2011년 11월 21일 : 도서구입 (총 2,951권, 현재 17,031권 보유)
- 2012년 1월 6일 : 교실 칫솔소독기 구입 (34대), 운동장 축구골대 설치 (1식)
- 2012년 4월 10일 : 뉴질랜드 타카푸나 자매학교 협약
- 2012년 4월 15일 : 제16회 울산광역시 교육감기 육상경기대회 참가 (4학년 80m 3위)
- 2012년 4월 28일 : 제15회 울산 학생과학발명품 경진대회 (학습용품부문 은상)
- 2012년 6월 18일 : 제15회 강남 청소년과학탐구대회 참가(장려8)
- 2012년 6월 19일 : 제4회 초등영어연극제 참가(2위)
- 2012년 7월 24일 : 2012년 상반기 어린이 안전퀴즈대회 왕중왕전 참가 (최우수2, 대상1)
- 2013년 3월 1일 : 36학급 편성 (특수 1학급 포함, 980명), 병설유치원 1학급 증설
- 2016년 3월 1일 : 제6대 양광식 교장선생님 부임
- 2018년 2월 7일 : 제3회 언어 사이버폭력 예방을 위한 창작곡 대회 금상 수상
- 2018년 2월 13일 : 제11회 졸업식(누계 1,636명)
- 2018년 3월 1일 : 29학급 편성(특수 1학급 포함, 725명)
- 2018년 3월 2일 : 제12회 입학식 (신입생 100명)

## 참고 자료
- 호연초등학교 - 한국교육학술정보원 학교알리미